# Marco Ferreri

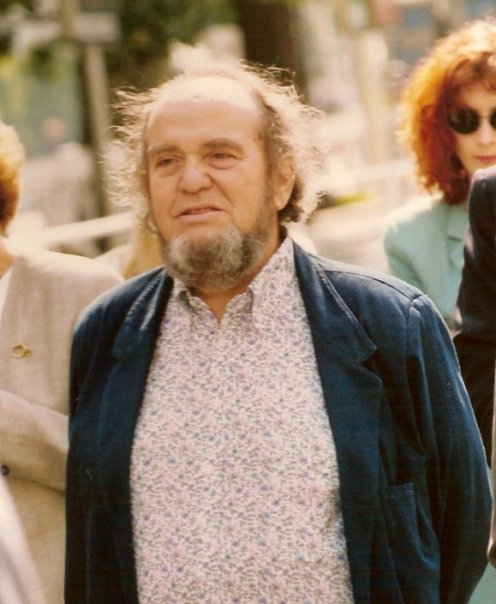
Marco Ferreri in Cannes 1991

Marco Ferreri (* 11. Mai 1928 in Mailand; † 9. Mai 1997 in Paris) war ein italienischer Filmregisseur und Drehbuchautor. Einem breiteren Publikum bekannt wurde Ferreri im Jahr 1973 vor allem durch die Satire Das große Fressen. Mit vielen seiner Filme wie z. B. mit Carne - Fleisch, in dem ein Mann seine Geliebte verspeist, provozierte Ferreri bewusst sein Publikum.

## Leben
Zunächst verdiente Ferreri sein Geld als Spirituosenvertreter und arbeitete für eine Werbeagentur. Ende der 1940er Jahre sammelte er hierbei erste Erfahrungen im Filmgeschäft, durch das mit Sergio Spina unternommene Drehen von Werbefilmen. Nach seinem Umzug nach Rom widmete er sich, zusammen mit Ricardo Ghione, der Produktion von Documento mensile, einer Wochenschau, die für bekannte Regisseure und Schriftsteller ein Forum sein sollte. Das Filmjournal musste jedoch nach der zweiten Ausgabe wieder schließen.
1952 arbeitete Marco Ferreri erstmals als Produktionsmanager beim Spielfilm Alberto Lattuadas Der Mantel. In den folgenden Jahren erhielt er weitere Aufgaben für Projekte von Cesare Zavattini und Ricardo Ghione, bei denen er unter anderem auch als Schauspieler auftrat.
1956 ging Ferreri nach Spanien, wo er den Romancier und Humoristen Rafael Azcona kennenlernte, mit dem er eine jahrelange Zusammenarbeit begann. Ihre erste gemeinsame Arbeit war das 1958 erschienene satirisch-groteske Spielfilmdebüt El pisito (Die kleine Wohnung). Zwei weitere in Spanien produzierte, realisierte und mehrfach ausgezeichnete Filme, auch sie sarkastisch und ironisch, folgten, bevor Ferreri in sein Heimatland zurückkehrte.
Wie sich schon in Ferreris ersten Filmen zeigte, provoziert er gerne sein Publikum durch seine selbstzerstörerischen, grotesken und pessimistische Sichten. So drehte er nach einer Episode in Cesare Zavattinis Film Le italiane e l'amore (Die Frauen klagen an) die antikonformistischen, oft kontrovers diskutierten und rezipierten Filme Die Bienenkönigin, La donna scimmia und Marcia nuziale. In diesen Filmen spielte er radikale Beziehungen von Mann und Frau durch, was Marco Ferreri endgültig den Ruf eines Provokateurs und Schockierers einbrachte.
Auch seine folgenden Filme sorgten für manchen Skandal. Durchgängige Themen seiner Werke waren pessimistische Sichten auf die Konfrontation von Einzelschicksalen mit gesellschaftlichen Normen, die er teilweise in krasser Form analysierte und in bitterböse Filme über die menschliche Befindlichkeit verwandelte. Doch nicht allein seine Themen, sondern auch die Art der Inszenierung bestürzten das Publikum.
So wurde auch sein skandalträchtiger Film Das große Fressen (1973) ein durchschlagender Welterfolg, auch wenn es der Kritik in Cannes die Sprache verschlug. Einen derartigen Erfolg zu wiederholen gelang ihm danach nicht mehr.
Viele seiner späteren Filme wurden als bemühte Übungen in Grotesken und polemischer Provokation aufgenommen. Ferreri wird als unklassifizierbarer und genialer Filmemacher bezeichnet. Doch Ferreri gab sich in seinen Filmen auch als einfühlsamer Sensualist und Zeitgenosse mit unerschrockener Neugier zu erkennen, die oft in der allgemeinen Bewertung übersehen wurde.

## Filmografie (Auswahl)
- 1959: Die kleine Wohnung (El pisito)
- 1959: Los chicos
- 1960: Der Rollstuhl (El cochecito)
- 1961: Die Italienerin und die Liebe (Le Italiane e l’amore) (eine Episode)
- 1963: Die Bienenkönigin (Una storia moderna – l’ape regina)
- 1964: Die Affenfrau (La donna scimmia)
- 1965: Break-Up (L’uomo dei cinque palloni)
- 1965: Casanova ’70 (als Schauspieler)
- 1967: L’harem
- 1969: Dillinger ist tot (Dillinger è morto)
- 1969: Il seme dell’uomo
- 1972: Die Audienz (L’udienza)
- 1972: Allein mit Giorgio (Liza)
- 1973: Das große Fressen (La grande bouffe)
- 1974: Berühre nicht die weiße Frau (Touche pas à la femme blanche)
- 1976: Die letzte Frau (L’ultima donna)
- 1978: Affentraum (Ciao maschio)
- 1979: Mein Asyl (Chiedo asilo)
- 1981: Ganz normal verrückt (Storie di ordinaria follia)
- 1982: Die Geschichte der Piera (Storia di Piera)
- 1984: Die Zukunft heißt Frau (Il futuro è donna)
- 1986: I Love You (I love you)
- 1991: Haus der Freuden (La casa del sorriso)
- 1991: Carne – Fleisch (La carne)
- 1993: Diario di un vizio
- 1996: Nitrate Base (Nitrato d’argento)

## Auszeichnungen
- 1960: FIPRESCI-Preis für Der Rollstuhl auf dem Filmfestival Venedig
- 1972: FIPRESCI-Preis für Die Audienz auf der Berlinale 1972
- 1973: FIPRESCI-Preis für Das große Fressen auf dem Filmfestival Cannes 1973
- 1978: Großer Preis der Jury für Affentraum auf dem Filmfestival Cannes 1978
- 1980: Silberner Bär für Mein Asyl auf der Berlinale 1980
- 1981: FIPRESCI-Preis für Ganz normal verrückt auf dem Filmfestival San Sebastian
- 1982: David di Donatello für Ganz normal verrückt in den Kategorien Beste Regie und Bestes Drehbuch
- 1991: Goldener Bär für Haus der Freuden auf der Berlinale 1991